# Nur Wolken bewegen die Sterne
Der Kinder- und Jugendfilm Nur Wolken bewegen die Sterne ist ein norwegisches Filmdrama aus dem Jahr 1998.
Die Literaturverfilmung entstand nach dem Buch Es sind die Wolken, die die Sterne bewegen von Torun Lian. Diese schrieb auch das Drehbuch zu diesem Film, und führte Regie. Das Buch wurde mit dem Norwegischen Kinderliteraturpreis ausgezeichnet; der Film erhielt 12 Filmpreise.

## Handlung

### Thematik
Die 11-jährige Maria wird mit dem Tod ihres kleinen Bruders konfrontiert. Zunächst zieht sich Maria in sich selbst zurück. Durch den gleichaltrigen Jungen Jakob gelingt es ihr schließlich, ihre Trauer zu verarbeiten.

### Einleitung
Der kleine Bruder der 11-jährigen Maria ist gestorben. Während der Beerdigung bittet sie ihren Bruder um ein Zeichen, ob er noch da ist. Da fällt vom Blumengesteck auf dem Sarg eine Blume herunter. Dies gibt Maria etwas Trost in ihrer Trauer.

### Hauptteil
Die nächsten Tage sind für Maria nicht einfach. In der Schule wollen ihr alle helfen, fragen wie es ihr geht, doch Maria antwortet nur mit dem üblichen ‚Mir geht es gut’. Sie beginnt, sich immer mehr in ihrer Trauer zurückzuziehen. Noch schlimmer ergeht es ihr in ihrer Familie. Ihre Mutter kann den Tod ihres jüngsten Kindes überhaupt nicht verarbeiten und gerät in tiefste Depression.
Ihre überforderten Eltern schicken Maria daraufhin am Beginn der Sommerferien zu ihren Großeltern. Maria fühlt sich abgeschoben und zieht sich noch weiter zurück. Doch dann trifft sie den gleichaltrigen Jakob. Nach und nach gelingt es Jakob, zu Maria vorzudringen.
Anfangs erzählt Maria Jakob viele erfundene Geschichten. In denen lebt ihr Bruder, aber ihre Mutter ist gestorben. Denn Maria hatte einen Traum, in dem sie erkannt hat, dass ihre Mutter sie nicht mehr liebt. Als Jakob schließlich die ganze Wahrheit hinter Marias Schicksal erfahren hat, stellt er sie zur Rede. Sie schickt ihn fort.
Am Ende der Ferien muss Maria wieder zurückfahren, und die glückliche Zeit mit Jakob ist für sie vorbei. Ihre Mutter hat die Familie inzwischen verlassen und ist zu Marias Onkel und Tante gezogen. Marias Trauer beginnt erneut, doch da taucht Jakob auf, der für einige Tage zusammen mit seiner Mutter in der Stadt ist. In Marias Traum kommt die Mutter nicht auf sie zu, und Jakob fragt sie, warum sie nicht zu ihrer Mutter hingeht. Da muss Maria zugeben, dass sie das nicht wollte.

### Schluss
Endgültig gestärkt, beschließt Maria, mit ihrer Mutter zu reden, und sie fährt zu ihrer Tante und ihrem Onkel. Dort gelingt es ihr, ihre Mutter aus ihrer Melancholie zu befreien. Und so erkennt sie schließlich, dass ihre Mutter sie noch immer liebt.

## Zusammenfassung

### Aufbau
Der Film hat den klassischen Filmdrama-Aufbau. Er beginnt gleich in der Einleitung mit einer dramatischen Situation, die die Hauptperson Maria in ein emotionales Tief stürzt. Dies wird immer tiefer, bis zur Mitte der 2. Sequenz, in der Maria Jakob trifft. Dies bringt die Wendung in der Handlung.
Maria bekommt wieder mehr Lebensmut, und der Aufbau der Handlung wird optimistischer. Allerdings wird die Spannung durch gelegentliche Rückschläge stets wachgehalten, bis zum Schluss dann die endgültige Auflösung erfolgt, und Maria nicht nur ihre eigene Trauer überwindet, sondern auch ihre Mutter aus ihrer Depression befreien kann.

### Personen
Maria ist gerade dabei, von der Kindheit in die Jugendphase überzugehen und muss nun den Tod ihres kleinen Bruders verkraften. Als sie jedoch bemerkt, dass auch die Erwachsenen schwer mit diesem Schicksalsschlag zurechtkommen, und ihre Mutter in tiefste Depressionen verfällt, denkt sie, dass ihre Mutter sie nicht mehr liebt. Daraufhin fällt Maria ganz in die Rolle eines hilflosen Kindes zurück und verkriecht sich in sich selbst. Erst durch den gleichaltrigen Jakob gewinnt sie schließlich wieder Selbstvertrauen und kann so ihr Schicksal selbst in die Hand nehmen.
Jakob ist ein aufgeweckter Junge, der für sein Alter recht klug ist. Auch Jakob hat in seinem Leben schon kleinere Schicksalsschläge hinnehmen müssen und lebt allein mit seiner Mutter. Doch hat er sich nicht davon unterkriegen lassen und ist daran gewachsen. So kann er Maria, die sich in sich selbst zurückgezogen hat, helfen, damit sie den gleichen Schritt machen kann.
Die Mutter erlebt ein schweres Schicksal – den Tod des eigenen Kindes. Sie zerbricht an dieser Situation, sodass sie sich nicht mehr um ihre älteste Tochter kümmern kann.

## Kritiken
„Überzeugend, einnehmend, traurig und lustig. Sie werden froh sein, diesen Film gesehen zu haben, auch wenn Sie noch nach Stunden einen Kloß im Hals spüren werden.“

  Dagbladet 
„Liebevoll und anrührend, warmherzig und mit Witz – ‚Nur die Wolken bewegen die Sterne‘ ist das vielfach preisgekrönte Regiedebüt der Norwegerin Torun Lian nach ihrem gleichnamigen Roman.“

  Dirk Jasper (Dirk Jasper FilmLexikon) 
„Dieser Film bewegt nicht nur die Sterne, sondern auch unsere tiefsten Gefühle.“

  Romerikets Blad 
„Ein glaubwürdig entwickeltes und gespieltes ‚Kammerspiel‘, das trotz einiger Konstruktionsschwächen als feinfühlige Einlassung auf existenzielle und auch religiöse Fragen überzeugt. Angesichts der Dialoglastigkeit sind es vor allem die stilleren visuellen Momente, in denen der Film ein großes Gespür für die Bedeutung von Liebe, Freundschaft und Daseinsfreude entwickelt.“

  film-dienst 2000-11 
„Autorin Torun Lian legt ein beachtenswertes Regiedebüt vor … gedankenvoll und bewegend.“

  Variety 
„Die tiefe Melancholie und der aufkeimende Wille, sich und die Mutter wieder ins Leben zurückzuholen, all dies spiegelt sich in dem wunderbar ausdrucksvollen Gesicht der Hauptdarstellerin.“

  Zitty 1999-04 
„Ein herzerwärmendes Wunderding … wahrlich zauberhaft.“

  The Hollywood Reporter 
„Obwohl die Trauer um den Krebstod eines kleinen Jungen im Zentrum steht, ist dieser bewegende Kinderfilm durch und durch lebensbejahend.“

  Cinema 2000-06  

## Auszeichnungen
Für Nur Wolken bewegen die Sterne erhielt die Regisseurin und Autorin Torun Lian 10 Auszeichnungen, unter anderem einen Gläsernen Bären bei der Berlinale 1999, sowie 3 Preise bei den Nordischen Filmtagen in Lübeck und als erste Norwegerin den schwedischen Ingmar-Bergman-Preis. Die Hauptdarstellerin Thea Sofie Rusten erhielt für ihre bisher einzige Filmrolle 2 Auszeichnungen als beste Darstellerin; beim französischen Nordischen Filmfestival in Rouen und beim russischen internationalen Filmfestival in Sotschi.
Der Film war Norwegens Kandidat auf eine Nominierung in der Kategorie Bester fremdsprachiger Film bei der Oscarverleihung 1999, wurde aber weder nominiert noch ausgezeichnet.
| Festival/Filmkritikervereinigung        | Auszeichnung                              | Land        | Jahr | Person                       |
| --------------------------------------- | ----------------------------------------- | ----------- | ---- | ---------------------------- |
| Amanda, Norwegen                        | Bester Film                               | Norwegen    | 1999 | Torun Lian                   |
| Berlinale                               | Besondere Erwähnung                       | Deutschland | 1999 | Torun Lian                   |
| Nordische Filmtage Lübeck               | Preis der Kinderjury NDR Preis Ehrenpreis | Deutschland | 1998 | Torun Lian                   |
| Kinderfilmfestival in Montreal          | großer Preis von Montreal Startec Preis   | Kanada      | 2000 | Torun Lian                   |
| Den norske filmfestivalen               | Silberklumpen                             | Norwegen    | 1999 | Torun Lian                   |
| Nordisches Filmfestival in Rouen        | Zuschauerpreis Bester Darsteller          | Frankreich  | 1999 | Torun Lian Thea Sofie Rusten |
| Internationales Filmfestival in Seattle | Regisseur Auszeichnung                    | USA         | 1999 | Torun Lian                   |
| Internationales Filmfestival in Sotschi | Bester Schauspieler                       | Russland    | 1999 | Thea Sofie Rusten            |
| Guldbagge                               | Ingmar-Bergman-Preis                      | Schweden    | 2000 | Torun Lian                   |